# Erica Ash
Erica Chantal Ash (Florida, 19 de septiembre de 1977-Los Ángeles, 28 de julio de 2024) fue una actriz, comediante, modelo y cantante estadounidense. Participó de los programas cómicos MADtv y The Big Gay Sketch Show. Tuvo también un papel recurrente como Bridgette Hart en la serie Real Husbands of Hollywood, y como Mary Charles "MChuck" Calloway en la exitosa serie de Starz Survivor's Remorse.
En 2013 protagonizó un papel secundario en la comedia de terror de parodia Scary Movie 5 como Kendra Brooks, y también en la película de terror Kristy de 2014.

## Primeros años
Erica Ash nació en Florida, Estados Unidos, hija de Donald y Diann Ash, ambos militares de profesión, lo que llevó a su familia trasladarse a menudo a Alemania y otros países. Durante su juventud asistió a una escuela de artes escénicas en Decatur, Georgia.
Pretendía convertirse en médica, luego de graduarse de la Universidad Emory con un título en pre-medicina y preparada para asistir a la escuela de medicina. Sin embargo, luego de un viaje a Japón donde se convirtió en una "extra" cantante de seguridad y modelar en pasarelas, decidió seguir una carrera en el entretenimiento.

## Carrera
En febrero de 2006, consiguió múltiples oportunidades de trabajo en espectáculos de Broadway y un trabajo de dos semanas en Alemania. Entre sus obras de teatro se encuentran El rey león como Nala, Spamalot como la Dama del Lago, Love, Loss, and What I Wore, Baby It's You como Dionne Warwick/Micki y Soul Doctor como Nina Simone.
Entre los títulos cinematográficos en su haber, cabe citar el cortometraje I Can Smoke como Carmen, y Minna no Ie como Naomi. Para televisión, trabajó en American Judy, After Party, MADtv, Cold Case y The Big Gay Sketch Show. También en la película Random de 2013 en el papel de Nicole, y en la serie Real Husbands of Hollywood de 2013, como Bridgette en el canal Black Entertainment Television. Además se encuentra en "Reunion familiar" como Grace Mckellon.
Fue además la creadora del blog cómico de consejos "The Deviled Angel".

## Fallecimiento
Erica Ash falleció el 28 de julio de 2024 a los 46 años, de cáncer en Los Ángeles, California.

## Filmografía
- 2001: Minna No Ie
- 2006-2008: The Big Gay Sketch Show
- 2008-2009: MADtv
- 2011: I Can Smoke? (Cortometraje)
- 2012: American Judy (Telefilme)
- 2012: Like Stinks
- 2013: Scary Movie 5
- 2013-2016: Real Husbands of Hollywood
- 2014: Kristy
- 2014-2017: Survivor's Remorse
- 2015: Sister Code
- 2016: Hell's Kitchen
- 2017: Miss me this Christmas
- 2018: Uncle Drew
- 2019: Reunión Familiar
- 2023: We Have a Ghost'[4]